# Фаллоимитатор
Фаллоимита́тор, ди́лдо (англ. dildo) — изделие, относящееся к сексуальным игрушкам и по своей форме, цвету и размерам имитирующее эрегированный мужской половой член. В последнее время[когда?] стали появляться дилдо и неестественных форм, размеров и цветов. По данным немецкого журнала Bild, женщины предпочитают пользоваться дилдо ярких цветов и неестественных форм, в то время как мужчины, пользующиеся дилдо, предпочитают близкие к естественным формы и размеры. Фаллоимитаторы используются для вагинальной или анальной пенетрации, а также для стимуляции клитора или точки G у женщин или простаты у мужчин как для мастурбации, так и для сексуальных игр во время полового акта. Двойной дилдо (нем. DoubleDildo) — двойной или двусторонний дилдо, обычно одновременно используемый двумя партнёрами, которые располагаются друг напротив друга. Может использоваться как двумя женщинами для вагинальной стимуляции, так и мужчинами для анальной стимуляции.

## Используемые материалы
Фаллоимитаторы изготовляются из разных материалов, например, латекс, акрил, стекло, камень, дерево, металл, пластик. В настоящее время наиболее популярны силиконовые изделия. Они упруги, но в то же время мягки и гладки, а также достаточно долговечны. Силикон не имеет запаха, его беспористая фактура и устойчивость к температурной обработке предотвращают риск скапливания бактерий, что в совокупности делает силикон наиболее приемлемым материалом для использования в данной отрасли, хотя для более дорогих изделий часто применяется латекс как весьма качественный имитатор человеческой плоти.
- Деревянный фаллоимитатор
- Металлический фаллоимитатор
- Стеклянные фаллоимитаторы
- Акриловый (органическое стекло) фаллоимитатор
- Силиконовый фаллоимитатор

## История
Фаллоимитаторы в той или иной форме широко распространены в истории. Первые фаллосы изготавливались из камня, смолы, дерева, кости, слоновой кости, известняка, зубов и других материалов, которым можно было придать форму пениса и которые были достаточно твёрдыми для использования в качестве проникающих секс-игрушек. Ученые считают, что 20-сантиметровый фаллос из алевролита эпохи позднего палеолита 30 000 лет назад, найденный в пещере Холе-Фельс близ Ульма, Германия, мог использоваться в качестве фаллоимитатора. Были найдены доисторические двухголовые фаллоимитаторы, датируемые возрастом от 13 000 до 19 000 лет. На различных картинах из Древнего Египта около 3000 года до н. э. изображены фаллоимитаторы, используемые различными способами.
В мимиябме VI Герода «Подружки, или одинокие» (III век до н. э.) упоминается «пурпурный самотык». Фаллоимитаторы можно увидеть на некоторых образцах древнегреческой вазописи. Некоторые сосуды показывают их использование в групповом сексе или при одиночной женской мастурбации. На одном сосуде, датируемом примерно VI веком до нашей эры, изображена сцена, в которой женщина наклоняется, чтобы заняться оральным сексом с мужчиной, а другой мужчина собирается ввести фаллоимитатор в её анус. Похожие на фаллосы хлебные палочки, известные как olisbokollix, были известны в Древней Греции до V века до н. э..
В Средние века растение под названием cantonese groin вымачивали в горячей воде, чтобы оно увеличилось и затвердело, и женщины использовали его в качестве фаллоса. В Италии в XV веке фаллосы делали из кожи, дерева или камня. Китайские женщины в XV веке использовали фаллоимитаторы из лакированного дерева с текстурированной поверхностью, и иногда их хоронили вместе с ними. В работе Томаса Нэша «Выбор валентинок» в начале 1590-х годов упоминается фаллоимитатор из стекла. Фаллоимитаторы также изображены в сюнга в Японии XVII и XVIII веков, где женщины с восторгом покупают фаллоимитаторы, некоторые из них сделаны из рогов водяного буйвола.
Дилдо использовались не только для сексуального удовольствия. Предполагается, что в ледниковом периоде на территории Евразии (40 000—10 000 лет до н. э.) и в римскую эпоху фаллосы использовались для ритуалов дефлорации. Это не единственный пример использования фаллоимитаторов для ритуальных церемоний: в 4000 году до н. э. в Пакистане люди использовали их для поклонения богу Шиве.
В исторической и этнографической литературе существует множество упоминаний о фаллоимитаторах. Например, Хаберландт иллюстрирует односторонние и двусторонние деревянные фаллоимитаторы из Занзибара конца XIX века. С изобретением современных материалов изготовление фаллоимитаторов различных форм, размеров, цветов и текстур стало более практичным.

## Отличия от сходных приборов
Встречаются различные мнения (по большей мере мнения неспециалистов) о том, какие сексуальные игрушки являются фаллоимитаторами или дилдо, а какие — нет. Фаллоимитатор в узком смысле — это невибрирующая модель эрегированного полового члена. Но можно назвать фаллоимитатором и вибратор, если он похож на половой член.
Некоторые полагают, что дилдо и фаллоимитатор — несколько разные понятия. Эти терминологические тонкости не принципиальны, поскольку обычно понятно, о чём идёт речь. Так как в России эти изделия получили распространение относительно недавно, употребляемые слова (дилдо, мастурбатор, страпон, анальный стимулятор, вибратор), как правило, заимствованы из английского языка.
Медицинские протезы полового члена не являются фаллоимитаторами, так как используются мужчинами вынужденно при отсутствии потенции, а не для расширения диапазона получаемых ощущений. В этом случае применяется термин фаллопротез.
- Двойной фаллоимитатор
- Фаллоимитатор в виде реалистичного пениса
- Реалистичный фаллоимитатор в виде полового члена
- Реалистичный анальный фаллоимитатор